# Ernest Abuba
Ernest Abuba (25 de agosto de 1947 - 21 de junio de 2022) fue un actor, dramaturgo y director de teatro estadounidense de ascendencia filipina. Apareció en teatro y cine, con más de cien apariciones en teatro, y fue cofundador del Pan Asian Repertory Theatre.

## Primeros años de vida
Nacido en Honolulu de padres filipinos, Abuba se crio en San Diego y Texas. Se formó en el Actors Studio.

## Carrera
Abuba recibió un premio Obie en 1983 por su interpretación de Kenji Kadota en Fiebre amarilla. Sus créditos en Broadway incluyen: Pacific Overtures, Loose Ends, Zoya's Apartment y The Oldest Boy del Lincoln Center Theatre, que fue su último papel en Broadway. Entre los aspectos más destacados de su larga carrera en el Off-Broadway está que fue el primer asiático-estadounidense en el papel de Sakini en Teahouse of the August Moon, y el primer asiático-estadounidense como MacBeth en Shogun Macbeth. En la pantalla era conocido por 12 Monkeys, Call Me, Forever Lulu y muchos más papeles. Como dramaturgo, era conocido por Dojoji de 2013.
Abuba estaba en la facultad de teatro del Sarah Lawrence College.

## Vida personal
Abuba y Tisa Chang se casaron en 1976 y tuvieron un hijo antes de divorciarse. Abuba murió en la ciudad de Nueva York el 21 de junio de 2022.

## Filmografía

### Películas
| Año  | Título                    | Rol                  | Notas                      |
| ---- | ------------------------- | -------------------- | -------------------------- |
| 1986 | Forever, Lulu             | Asaltante #1         |                            |
| 1988 | Call Me                   | Boss                 |                            |
| 1990 | King of New York          | 'King Tito' Salvador |                            |
| 1992 | Article 99                | Ikiro Tenabe         |                            |
| 1995 | 12 Monkeys                | Engineer             |                            |
| 1997 | Hamlet, Prince of Denmark | El Rey               |                            |
| 1997 | Tuff Luk Klub             | El mayordomo de Red  | También productor asociado |

### Televisión
| Año     | Título                        | Rol                     | Notas                                |
| ------- | ----------------------------- | ----------------------- | ------------------------------------ |
| 1976    | Pacific Overtures             | Samurái / Adams / Noble | Telefilme                            |
| 1986    | Adderly                       | Coronel Doc Thieu       | Episodio: "Adderly with Eggroll"     |
| 1990    | The Cosby Show                | George Parker           | Episodio: "Getting the Story"        |
| 1990    | Vestige of Honor              | Oficial tailandés       | Telefilme                            |
| 1991    | Counterstrike                 | Chang                   | Episodio: "Night of the Black Moon"  |
| 1992    | Ghostwriter                   | Profesor de karate      | Episodio: "To Catch a Creep: Part 3" |
| 1993    | Kung Fu: The Legend Continues | Tan                     | 3 episodios                          |
| 1995    | New York News                 | Dr. Yamagucci           | Episodio: "A Question of Truth"      |
| 1996–97 | New York Undercover           | Sonny Fung              | 3 episodios                          |